# Rašovice (Kutná Hora-i járás)
Rašovice település Csehországban, a Kutná Hora-i járásban. Rašovice Suchdol, Bečváry, Drahobudice, Vavřinec, Chlístovice, Nepoměřice, Onomyšl, Uhlířské Janovice és Sudějov településekkel határos. Lakosainak száma 419 fő (2024. január 1.).

## Népesség
A település lakosságának változását az alábbi diagram mutatja:
| Lakosok száma | 1332 | 1341 | 1182 | 747  | 385  | 312  | 379  | 372  | 390  | 419  |
|               | 1869 | 1890 | 1921 | 1950 | 1980 | 2001 | 2017 | 2019 | 2022 | 2024 |